# Quách (cây)
Limonia acidissima là một loài thực vật có hoa trong họ Cửu lý hương. Loài này được Carolus Linnaeus mô tả khoa học đầu tiên năm 1762. Nó là loài duy nhất trong chi đơn loài Limonia.

## Phân bố
Loài này là bản địa của vùng sinh thái Indomalaya phân bố ở Ấn Độ, Sri Lanka, và du nhập vào Đông Dương về phía đông đến Java và vùng Malesia. Ở Việt Nam loài này phổ biến ở Trà Vinh.

## Mô tả
Quách là loại cây cao khoảng 7-8m, lá nhỏ và thân giống như cây cần thăng, trồng khoảng 7 năm thì cho trái. Lá dài 25-35mm và rộng 10-20mm. Trái có đường kính 5–9 cm, cơm có vị chua ngọt. Khi chín Quách tự rụng, do có vỏ cứng nên nó khó đập vỡ khi rụng. Quách có hình cầu, màu xám loang lổ kiểu hạt li ti nhìn giống trái dây cám, phần thịt bên trong có nhiều sợi cứng và các hạt bám trên đó. Khi trái chưa chín phần thịt có màu trắng, khi chín phần thịt chuyển sang màu nâu sậm đến đen. Nếu để quá chín sẽ bị lên men như mật.

## Sử dụng
Trái quách làm thức uống giải khát, theo y học dân gian trái quách còn xanh xắt mỏng phơi khô dùng để chữa trị tiêu chảy, trái chín chống táo bón, giúp điều hòa tiêu hóa. Trái quách chín có thể dầm nước đá đường và để ngâm rượu. Loại dầm đá đường có tác dụng giải nhiệt.

## Dinh dưỡng
100 gram trái chứa 18 g cacbohydrat và 7g protein, tương đương gần 130 calor. Trái chính chứa nhiều beta-carotene, một chất tiền Vitamin A; nó cũng chứa một lượng nhất định vitamin B thiamine và riboflavin, và một ít vitamin C.

## Chú ý
Ăn quá nhiều có thể dẫn đến táo bón, đầy hơi và các vấn đề về tiêu hóa khác.
Những người có vấn đề về tuyến giáp, phụ nữ có thai và cho con bú nên hạn chế ăn.

## Hình ảnh

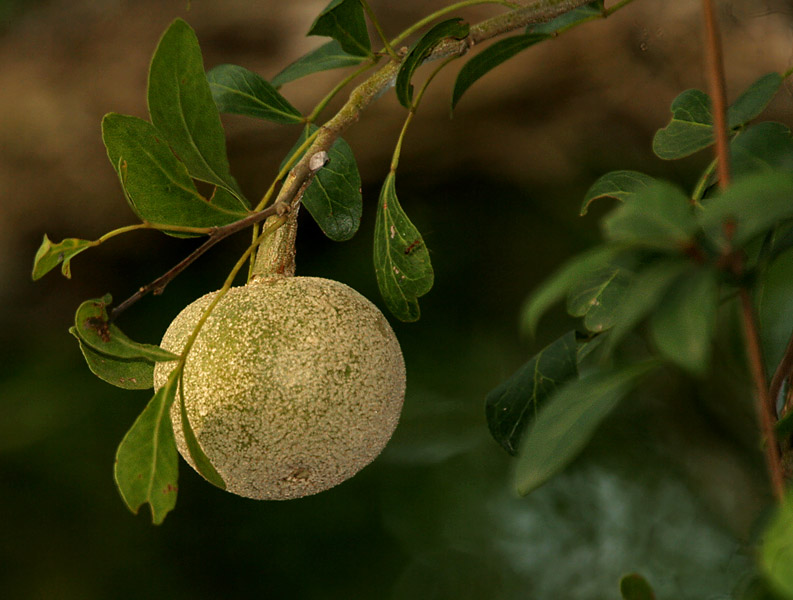
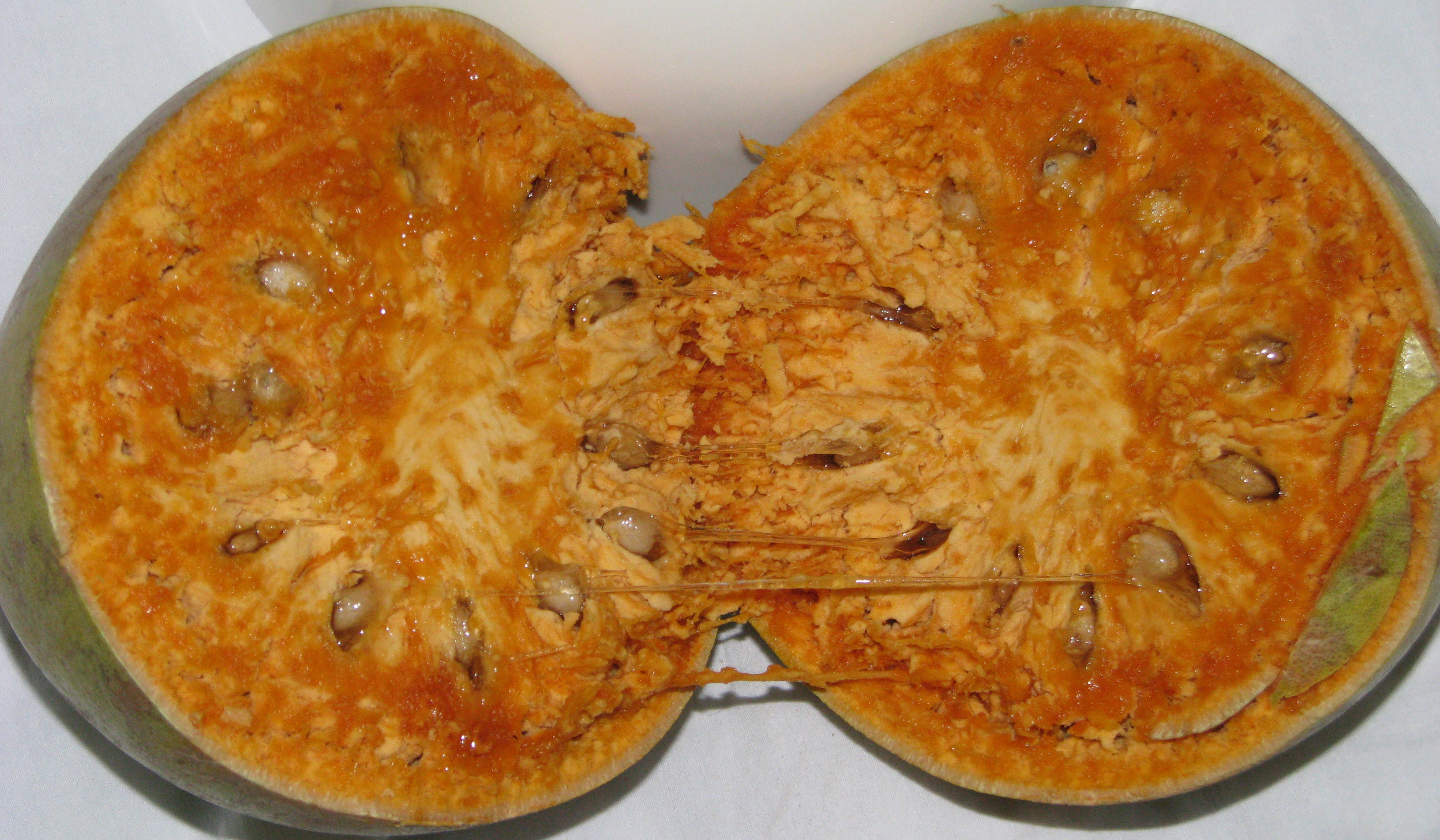